# Diarrhoea
Diarrhoea je bil ljubljanski grind/noise band od decembra 1991 do januarja 1995.Deset koncertov,nekaj kaset.Konec.

## Člani
- Miha - kitara
- Hruki - vokal
- Damjan - kitara
- Duši - bobni

## Diskografija

### Demo posnetki
- 1992 - Demo #1 cassette tape
- 1992 - Demo #2 cassette tape
- 1993 - WC Rapsodija cassette tape
- 1993 - Blažena noč cassette tape

### kompilacijski albumi
- 1993 - Freedom for Mutants cassette tape(Skirocore tapes)
- 1993 - Puding De Pota vol.II  (PDP tapes)
- 1994 - Pomračitev uma  (Skirocore)
- 1994 - Nuclear Piss Abnormal Tapes

### Split albumi
- 1993 - Die For Your Religion split cassette tape z A.S.C. (Skirocore tapes)
- 1993 - Garbage Music vol.I split cassette tape z Extreme Smoke , Strobodeath (Musical Destruction tapes)
- 1994 - Split C-60 z Meat Shits (Skirocore tapes)
- 1994 - Split C-60 z D.T.W. (Skirocore tapes)
- 1994 - Split C-46 z V.M.S. (Abnormal tapes)
- 1994 - Destroy The Police Power split cassette tape z Final Exit , Deche-Charge (Abnormal tapes)
- 2000 - Mat Kurba Kak Šus split CDR z Extreme Smoke , D.T.W. (Skirocore)